# Samurai Shodown!: Pocket Fighting Series
Samurai Shodown!: Pocket Fighting Series est un jeu vidéo de combat développé et édité par SNK. Il est sorti sur console portable Neo-Geo Pocket en 1998.